# 森島久雄
森島 久雄（もりしま ひさお、森嶋久雄 表記の場合もあり、1932年 - ）
東京都生まれ。日本の教育学者。文教大学教育学部名誉教授（国語教育）。
東京教育大学文学部国語国文学科を卒業。東京都公立中学校国語科教諭、都立忍岡高校、同白鴎高校教諭を経て、文部省文化局国語課専門調査官となる。その後、文教大学教育学部教授、同大学教育専攻科科長を務める。
森 久名義で代々木ゼミナール国語科講師（現代文）を担当。一読たどり読みと呼ばれる読解方法を提唱し、国語教育の理論・実践の双方で活躍した。

## 著作

### 一般書
- 『われわれの国語（NHKブックス)』（日本放送出版協会、1969年）
- 『おしゃべりのすすめ: 現代話しことば論（Palbooks）』（教育出版、1974年）
- 『いま、国語にできること「生きる力」を考える』（玉川大学出版部、2007年）

### 国語教育
- 『現代国語教育序説: 人間回復を目指して』（教育出版、1976年 / 増補 1978年） ISBN 4316350811
- （瀬戸仁）『国語科教材研究』 （建帛社、1987年） ISBN 476792040X
  - （瀬戸仁）『小学校国語科教育法』（建帛社、1991年） [改題]  ISBN 4767920507
- 『国語教育資料集成 1:「教育科学国語教育」論文要旨・索引』（文教大学国語教育研究室、1992年）
- 『新しい国語科授業の創造: 今日的課題とその方法』（教育出版、2000年） ISBN 4316369504

### 大学入試参考書
- （吉田精一）『新研究 現代国語』（旺文社、1978年）
- 『現代文 (総合力完成）』（旺文社、1983年）
- 『大学受験 詳解現代文』（旺文社、1988年） ISBN 401030345X
- 『大学入試 現代文総演習（即戦ゼミ）』 桐原書店、1985年 / 増補新訂版 2000年）  ISBN 4342311003 / ISBN 4342311011